# Nelson DeMille
Nelson Richard DeMille (New York, 23 augustus 1943 – Mineola (New York), 17 september 2024) was een Amerikaans auteur van thrillers. Hij werd geboren in New York en woonde in Garden City, een stadje op Long Island. Hij studeerde af aan de Hofstra University en diende in de Vietnamoorlog.
Enkele romans van DeMille zijn ook onder pseudoniem verschenen, w.o. Jack Cannon, Kurt Ladner en Brad Matthews.
De romans van DeMille zijn veelal gesitueerd op of rondom Long Island, waaronder bijvoorbeeld Goudkust, Woord van eer en De crash.
De meer recentere titels verhalen over de protagonisten John Corey en Paul Brenner. Hoewel de verhalen los van elkaar staan, wordt er regelmatig verwezen naar gebeurtenissen en personages uit vroegere romans van DeMille, bijvoorbeeld Goudkust en Het internaat.
DeMille overleed op 17 september 2024 op 81-jarige leeftijd aan longkanker.